# 胡遵
胡遵（？—256年8月12日），安定郡臨涇縣人，三國時魏國武將，為司馬懿的心腹，早年被魏臣張既起用，傅暢稱其“以才兼文武，累居籓镇”，曾參與諸葛亮北伐、魏滅燕之戰、東興之戰、毌丘儉之亂等。

## 生平
青龍元年（233年），安定保塞匈奴大人胡薄居姿職等反叛，司馬懿派胡遵等去討伐，成功平亂。次年，被司馬懿派去與郭淮抵禦諸葛亮。
景初二年（238年），遼東公孫淵造反，胡遵在司馬懿的指示下擊破公孫淵將領卑衍、楊祚。
嘉平三年（251年）司馬師掌權，胡遵與諸葛誕、毌丘儉、王昶、陳泰各守一方。
嘉平四年（252年）冬十一月，胡遵與征南大將軍王昶、鎮南將軍毌丘儉等征討東吳，同年十二月被東吳將領諸葛恪所擊敗。
正元二年（255年）因平定毌丘儉等有功，升任衛將軍。
甘露元年七月己卯日（256年8月12日）逝世，死後追封為車騎將軍、陰密侯。

## 家庭

### 子六人
- 胡廣，位至散騎常侍、少府[13]
- 胡奮，西晉車騎將軍
- 胡烈，秦州刺史
- 胡岐，官至并州刺史

另二子名不詳

### 孫子女
- 胡喜，胡廣之子，涼州刺史、建武將軍、假節、護羌校尉[13]
- 胡芳，胡奮之女，晉武帝貴妃
- 胡淵，胡烈之子